# Thorectaxia papuensis
Thorectaxia papuensis är en svampdjursart som beskrevs av Gustavo Pulitzer-Finali och Pronzato 1999. Thorectaxia papuensis ingår i släktet Thorectaxia och familjen Thorectidae.
Artens utbredningsområde är Papua Nya Guinea. Inga underarter finns listade i Catalogue of Life.